# Eupithecia undulataria
Eupithecia undulataria là một loài bướm đêm trong họ Geometridae.